# Tourisme sexuel impliquant des enfants
Pour des articles plus généraux, voir Tourisme sexuel, Prostitution forcée et Exploitation sexuelle des enfants à des fins commerciales.

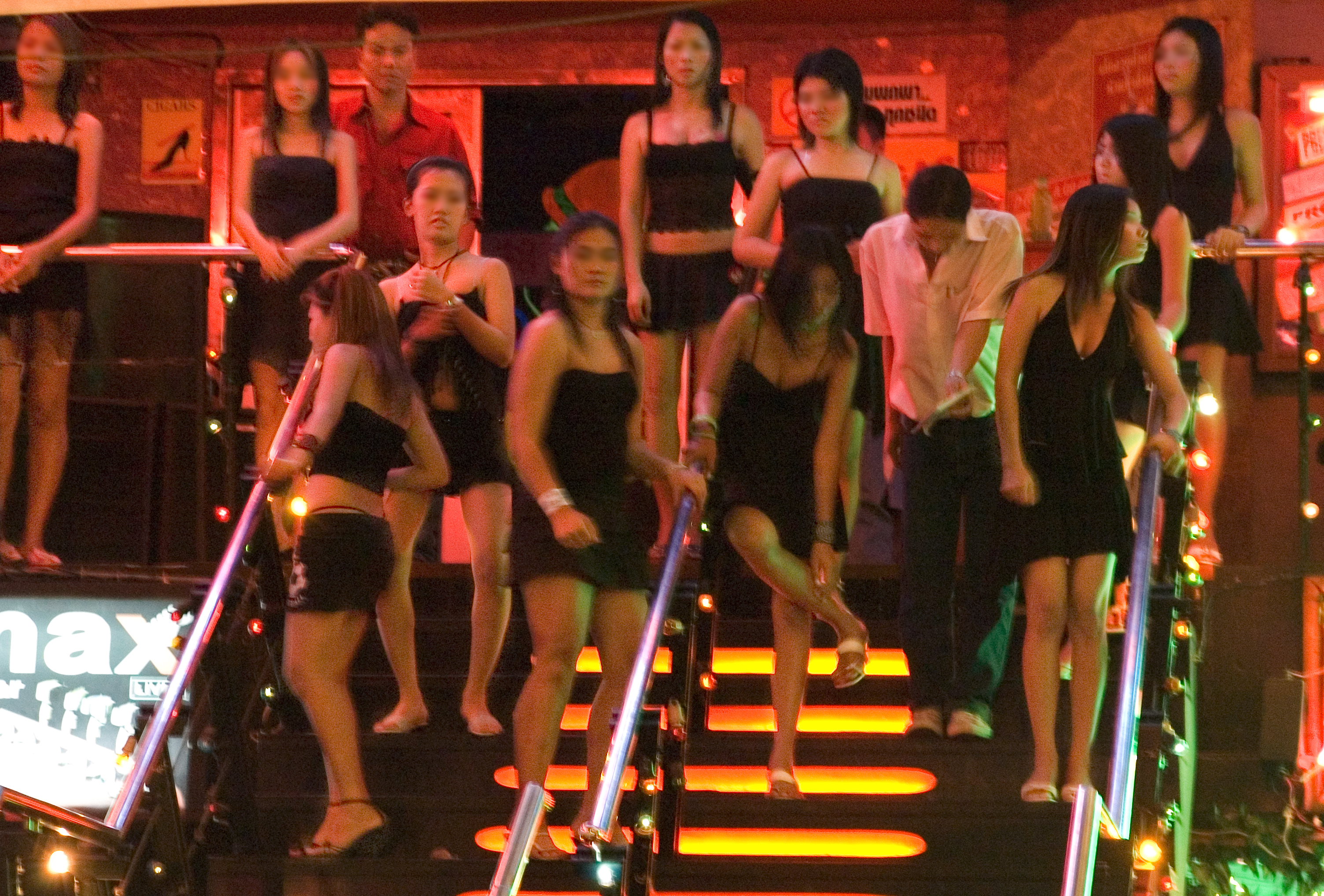
Tourisme sexuel en Asie du Sud-Est

Le tourisme sexuel impliquant des enfants (en anglais CST, pour Child Sex Tourism) également appelé exploitation sexuelle des enfants dans le cadre de voyages et du tourisme, et, plus couramment, tourisme pédophile, est une pratique qui consiste pour un adulte à abuser sexuellement d'un enfant au cours d'un séjour touristique, en échange d'une rémunération en nature ou en espèces. L'âge d'un enfant est selon la Convention des Nations Unies relative aux droits de l'enfant tout être humain âgé de moins de 18 ans, sauf si la loi du pays détermine un âge de majorité inférieur.
Cette pratique est considérée aujourd'hui comme un crime dans tous les pays du monde. Le tourisme pédophile a des conséquences à la fois physiques, sociales et psychologiques pour les enfants exploités, comme des infections sexuellement transmissibles (dont le VIH/SIDA), « la toxicomanie, la grossesse, la malnutrition, l'ostracisme social et la mort ».
Le tourisme sexuel impliquant des enfants affecte environ 2 millions d'enfants dans le monde,,,. Les enfants victimes de cette forme de tourisme ont souvent été trompés ou enlevés pour être réduits en esclavage - en l'occurrence il s'agit d'un esclavage sexuel,,. La majorité des agresseurs sont des hommes ; la prostitution des enfants dans le cadre du tourisme est analysée comme « une forme de domination masculine renforcée par la mondialisation ».
La lutte contre le tourisme pédophile emprunte des voies multiples. De nombreux gouvernements ont promulgué des lois permettant de poursuivre leurs citoyens qui auraient commis à l'étranger des abus sexuels contre des enfants.

## Conditions favorisant cette forme de tourisme
Les facteurs socio-économiques jouent un rôle crucial dans le développement du tourisme sexuel impliquant des enfants,. Les victimes sont dans leur grande majorité des enfants des rues nés dans des pays du tiers monde. L'industrie touristique favorise les relations asymétriques entre les touristes et les locaux ; elle accorde des droits exorbitants au touriste, en vertu de la maxime selon laquelle « le client est roi » , tandis que ceux de la population accueillante sont sous-estimés.
Les gouvernements des pays où des enfants sont victimes du tourisme sexuel s'abstiennent souvent de poursuivre les auteurs de ce type de violations des droits humains, sources de devises étrangères. Le pouvoir économique du touriste les réduit au silence. Le spécialiste en droit criminel Thomas R. Panko affirme que l'industrie du tourisme crée des relations «maître-serviteur», et la sociologue Nancy Mitford, que cette industrie fait du touriste d'aujourd'hui «une réincarnation du barbare d'hier».
Les actes de pédophilie non prémédités sont particulièrement nombreux dans le cas du tourisme sexuel impliquant des enfants ; souvent, l'agresseur n'est pas un pédophile régulier, il commet un abus sexuel parce que l'occasion s'est présentée. L'anonymat lors d'un séjour à l'étranger encourage les passages à l'acte. Les services touristiques sont conçus de telle sorte que le touriste se sente valorisé, et qu'il se libère des contraintes qui lui pesaient dans sa vie antérieure. L'American Psychiatric Association souligne l'importance de l'environnement qui peut favoriser les conduites de violence à l'égard des enfants (en 2000).
Le tourisme sexuel impliquant des enfants est étroitement lié à la pauvreté, aux conflits armés, à l'industrialisation rapide et à l'explosion de la croissance démographique. En Amérique latine et en Asie du Sud-Est, par exemple, les enfants des rues se tournent souvent vers la prostitution en dernier recours. Du fait de leur jeune âge et de leur précarité économique, ces enfants pauvres sont des cibles faciles pour les trafiquants. Les États-Unis, le Canada la Thaïlande, le Maroc, le Cambodge, l'Inde, la Colombie, le Brésil et le Mexique ont été identifiés comme les principaux foyers d'exploitation sexuelle des enfants.

## Acteurs impliqués
Plusieurs acteurs interviennent de manière directe ou indirecte pour mettre en relation la personne qui commet l'abus sexuel et celle qui en est la victime : les agences de voyages, les hôteliers, les chauffeurs de taxi, les agents locaux dans les zones de destination (salons de massage, casinos, centres de yoga), les médias pour adultes, les responsables gouvernementaux corrompus, notamment.
Le tourisme sexuel impliquant des enfants et le trafic de drogue passent souvent par les mêmes circuits, et ont de nombreux points commun. En revanche, les agences de voyages réputées ne participent pas généralement au système de l'exploitation sexuelle des enfants, très nuisible en termes d'image.
Des études tentent de déterminer les profils des agresseurs, afin de trouver des réponses adaptées à leur cas. La grande majorité sont des hommes. Les enquêtes à leur sujet ne fournissent pas de conclusion certaine concernant leur âge ou leur catégorie socio-professionnelle. Il existe au moins deux types de délinquants : les pédophiles « préférentiels », qui ont habituellement un comportement pédophile, quel que soit le contexte ; et les pédophiles occasionnels, qui ne recherchent pas activement des enfants, leur acte est opportuniste. Les pédophiles « préférentiels » sont généralement associés, à tort, au tourisme sexuel impliquant des enfants : la majorité des agressions sont commises en réalité par des pédophiles occasionnels. Comme les autres délinquants sexuels, les touristes pédophiles auraient souvent un passé de victimes de maltraitance, et une image négative d'eux-mêmes.

## Formes particulières

### Déportation d'enfants
Le tourisme pédophile peut prendre la forme particulière et inversée d'un trafic qui conduit des enfants de leur pays d'origine vers un pays étranger où ils feront l'objet d'une exploitation sexuelle par des locaux. Les États-Unis ont été ainsi un pays de destination privilégié ; la traite d'enfants vers les États-Unis a connu une baisse à la suite de la promulgation de la loi sur la protection des victimes de la traite et de la violence en 2000. Un autre trafic conduit des enfants vers un pays étranger où il seront exploités sexuellement par des touristes venus d'un pays tiers ; il en va ainsi d'enfants originaires du Cambodge, « déportés » en Thaïlande où des touristes américains les exploitent sexuellement.

### Webcam
Le fait de payer pour regarder des images d'un enfant dans un pays étranger qui accomplit des actes sexuels devant une webcam est considéré comme une forme de tourisme pédophile, bien qu'il n'y ait pas de déplacement physique de l'agresseur. Un nombre croissant de pédophiles recherchent leurs victimes en ligne. Cette évolution a conduit l'association de défense des droits des enfants Terre des hommes à tenter une expérience pour quantifier le phénomène et situer géographiquement les prédateurs sexuels. Lors d'une opération sous couverture appelée Sweetie, menée en 2013 par Terre des hommes, sur une période de 10 semaines, 21.000 internautes ont offert de payer pour des performances sexuelles par webcam. Parmi eux, 1 000 ont pu être identifiés ; ces 1000 délinquants avérés étaient situés en Australie, au Canada, en Allemagne, au Ghana, en Inde, en Italie, à Maurice, aux Pays-Bas, en Afrique du Sud, en Turquie, au Royaume-Uni et aux États-Unis. 110 de ces agresseurs en ligne présumés étaient basés au Royaume-Uni et 254 autres ont été localisés dans des ordinateurs aux États-Unis. En collaboration avec Avaaz.org, Terre des Hommes Pays-Bas a créé une pétition en ligne pour faire pression sur les gouvernements afin qu'ils adoptent des politiques d'enquête proactives qui protègent les enfants contre le tourisme sexuel impliquant des enfants par webcam.

## Caractère criminel
Le tourisme sexuel impliquant des enfants est considéré comme un crime et une violation des droits humains dans tous les pays du monde, par-delà quelques variations mineures séparant les législations les unes des autres. Il suppose en effet, en infraction avec la Déclaration universelle des droits humains, une menace contre la sécurité et la liberté de l'enfant, une inégalité extrême entre l'enfant et le pédophile. Les enfants victimes d'abus sexuels de la part de touristes sont traités comme des esclaves, vendus, souvent ils n'obtiennent pas de secours judiciaire effectif. Ainsi le tourisme sexuel impliquant des enfants prive des êtres humains de leur dignité au même titre que l'esclavage.

## Effets du tourisme pédophile sur les victimes

### Maladies
Avant même le sida, les milieux médicaux considéraient le tourisme comme un facteur important de propagation des maladies sexuellement transmissibles. Le tourisme sexuel a contribué de manière notable à l'explosion du nombre de personnes atteintes du sida dans le monde.
La situation sanitaire des enfants et des adolescents exploités sexuellement par des touristes dans les pays du tiers monde s'est dégradée avec l'apparition de l'épidémie du sida. En effet, les touristes persuadés de prendre moins de risques en ayant des rapports avec des enfants plutôt qu'avec des adultes, ont créé sur le marché de la prostitution une forte demande, et donc une augmentation du nombre de très jeunes prostitués en Asie notamment. Or tout au contraire, les enfants sont plus vulnérables que les adultes aux MST et particulièrement au sida. De plus, toujours en Asie, les touristes imposaient des rapports non protégés qui n'étaient plus autorisés dans leur propre pays. Ainsi au cours des années 1980, « parmi les enfants libérés des maisons de passe en Asie du Sud-Est, il était habituel de trouver de 50% jusqu’à 90% de taux de séropositivité ». En 2000, au Cambodge, 50% des prostituées de moins de 18 ans sont atteintes du sida.

### Traumatismes
Les enfants victimes du tourisme pédophile subissent des traumatismes psychiques ; ils sont hantés par la crainte d'être battus par leurs proxénètes, agressés sexuellement par des touristes, arrêtés par la police, affectés par des maladies invalidantes ou mortelles.
Le trouble de stress post-traumatique après un viol conduit l'enfant à se représenter la sexualité comme un moyen de dominer et de manipuler autrui. L'enfant victime de ce type d'exploitation sexuelle entretient aussi le sentiment d'être abandonné et trahi par les siens, en qui il avait placé sa confiance. Il est habité par une souffrance qui entame son désir de vivre une fois qu'il parvient à l'âge adulte. Il est souvent honteux du fait de la stigmatisation attachée à la prostitution,. La culpabilité et la dépression le conduisent parfois au suicide. De nombreux enfants atteints de traumatisme post-abus sexuel ont recours à la drogue. La conduite d'enfants victimes d'abus sexuels qui deviennent par la suite proxénètes correspondrait au besoin qu'ils éprouvent d'exercer le pouvoir pour lutter contre un sentiment lancinant d'impuissance. De plus, comme d'autres victimes ces enfants ont tendance à normaliser les mauvais traitements qu'ils ont subis parce que cette stratégie de survie leur paraît la plus sûre.

## Lutte contre le tourisme pédophile

### Histoire
La prise de conscience concernant la gravité des effets du tourisme pédophile et la mobilisation collective contre cette forme de violence datent du début des années 1990. Plusieurs phénomènes se sont alors conjugués, modifiant les attitudes. D'une part l'apparition du sida dans les années 1980 a créé une urgence sanitaire. D'autre part la sensibilité collective sur les thèmes des droits des mineurs, de la pédophilie, et de la prostitution des enfants, a changé au cours des années 1980, en partie sous l'impulsion de mouvements féministes.
Des Congrès mondiaux contre l'exploitation sexuelle à des fins commerciales ont été organisés en 1996 et 2001, avec un accent mis sur les enfants victimes de crimes sexuels.
Un grand nombre d'Organisations non gouvernementales (ONG) ont vu le jour, dont le but est de lutter contre le tourisme pédophile. La plus importante au niveau international est ECPAT (dont le nom en français signifie «Mettre fin à la prostitution des enfants, à la pornographie enfantine et au trafic d'enfants à des fins sexuelles») fondée en Thaïlande en 1990 ; implantée dans 75 pays, elle est en relation avec des gouvernements nationaux, des ONG européennes et nord-américaines, des organisations internationales (Interpol, Organisation mondiale du tourisme, Conseil économique et social, Organisation internationale du travail, etc.). World Vision («Vision du monde»), une organisation humanitaire chrétienne internationale, est une autre ONG importante, implantée dans près de 100 pays à travers le monde, qui cible les touristes américains ; son slogan est « un crime à l'étranger, une punition à la maison ». Beyond Borders est une organisationbasée au Canada et affiliée à ECPAT, qui se donne pour mission d'accompagner les victimes dans les affaires judiciaires. Undugu Society of Kenya fournit des aides aux enfants des rues au Kenya.

### Pays impliqués
En 2012, selon le Rapporteur spécial des Nations unies sur la vente et l'exploitation sexuelle des enfants, « les pays d'origine des touristes internationaux pédophiles varient selon les régions, mais la demande est généralement reconnue comme venant des pays industrialisés, y compris les plus riches pays d'Europe, d'Amérique du Nord, de la fédération de Russie, du Japon, d'Australie et de Nouvelle-Zélande. Les Australiens, par exemple, ont été identifiés comme le plus grand groupe de touristes sexuels poursuivis en Thaïlande (31 % du total). Sur les 146 cas ayant fait l'objet d'une investigation de la part de Action Pour Les Enfants (APLE) au Cambodge entre 2003 et 2012, 32 étaient américains, 24 français et 20 vietnamiens. Dans les régions côtières du Kenya, par exemple, 30% des agresseurs étaient des résidents et 70%, des étrangers : italiens (18%), allemands (14%), suisses (12%), et dans une plus faible proportion, ougandais, tanzaniens. Au Costa Rica, selon les informations disponibles, entre 1999 et 2005, l'Unité d'exploitation des enfants a arrêté 74 personnes soupçonnées d'exploitation sexuelle commerciale d'enfants. Parmi les personnes arrêtées, 56 étaient des ressortissants costariciens et 18 des ressortissants étrangers ».
L'exploitation sexuelle des enfants dans le cadre des voyages et du tourisme s'inscrit à certains égards dans le phénomène plus large de la criminalité mondiale. Selon l'Office des Nations unies contre les drogues et le crime (ONUDC), 79 % de l'ensemble du trafic mondial est destiné à l'exploitation sexuelle, une des activités criminelles à la croissance la plus rapide au monde.
Les réponses à apporter au tourisme sexuel impliquant les enfants varient selon les auteurs. Certains misent sur la prévention, d'autres sur la sanction.

### Traitement des agresseurs
Des spécialistes pensent qu'en l'état actuel des choses, les sanctions ne sont pas suffisamment dissuasives, et qu'il convient de miser plutôt sur des interventions thérapeutiques auprès des agresseurs, afin de limiter les dommages que cause leur comportement. Ils envisagent dans cette perspective des traitements pharmacologiques, qui abaissent le taux de testostérone, voire des traitements chirurgicaux. Une autre piste d'étude est celle de traitements non médicamenteux visant à faire prendre conscience à l'agresseur de l'attitude de déni dans laquelle il s'enferme.

### Code de conduite mondial
L'Organisation mondiale du tourisme, l'ECPAT (End Child Prostitution, Child Pornography and Trafficking of Children for Sexual Purposes) et des voyagistes des pays du Nord ont créé un code de conduite pour la protection des enfants contre l'exploitation sexuelle dans les voyages et le tourisme en 1996. En avril 2013, plus de 1200 agences de voyages de 40 pays avaient signé le code.

### Lois extraterritoriales
Au moins 38 pays ont des lois extraterritoriales qui permettent à leurs citoyens d'être poursuivis spécifiquement pour des crimes d'abus sexuels sur des enfants commis à l'étranger, et 31 autres pays ont des lois extraterritoriales plus générales permettant de poursuivre leurs citoyens pour des crimes commis lors de voyages de tourisme sexuel impliquant des enfants. En mai 2016, 173 pays avaient ratifié le Protocole facultatif sur la vente d'enfants, la prostitution des enfants et la pornographie mettant en scène des enfants ; ce texte oblige également les parties à légiférer sur leur propre territoire contre ces pratiques « passibles de peines appropriées en rapport avec leur gravité ».
Selon ECPAT a, en 2008, 44 pays disposaient d'une législation extraterritoriale sur la sexualité des enfants ; cette liste en mentionne quelques-uns :
Australie
L'Australie a été l'un des premiers pays à introduire des lois prévoyant des peines de prison pour ses citoyens et résidents qui se livrent à des activités sexuelles avec des enfants dans des pays étrangers. Les lois sont contenues dans le Crimes (Child Sex Tourism) Amendment Act 1994 qui est entré en vigueur le 5 juillet 1994.
Ces infractions sont passibles de peines allant jusqu'à 25 ans d'emprisonnement pour les particuliers et jusqu'à 500 000 $ d'amende pour les entreprises.
Union européenne
Les États membres de l'UE devraient poursuivre leurs citoyens pour des infractions sexuelles commises à l'étranger en vertu de la directive de 2011 relative à la lutte contre les abus sexuels et l'exploitation sexuelle des enfants et la pédopornographie ; on lit dans l'article 17 (Compétence et coordination des poursuites) : « Les États membres prennent les mesures nécessaires pour établir leur compétence à l'égard des infractions visées aux articles 3 à 7 lorsque: a) l'infraction est commise en tout ou en partie sur leur territoire; ou (b) l'auteur de l'infraction est l'un de leurs ressortissants ». La plupart des États membres ont transposé cet article avant 2015.
Suisse
Le Code pénal suisse article 5 3. (Champ d'application territorial / Infractions contre des mineurs à l'étranger) dispose : « 1 Le présent Code s'applique également à toute personne qui réside en Suisse, n'est pas en cours d'extradition et a commis l'une des infractions suivantes à l'étranger : actes sexuels avec des personnes dépendantes ( Art. 188) et actes sexuels avec des mineurs contre rémunération (Art. 196) ; les actes sexuels avec des enfants (Art. 187) si la victime était âgée de moins de 14 ans ».
De plus, l'Article 187 1. (Mise en danger du développement des mineurs / Actes sexuels avec des enfants) dispose : « 1. Toute personne qui se livre à un acte sexuel avec un enfant de moins de 16 ans, ou incite un enfant à commettre un tel acte, ou implique un enfant dans un acte sexuel, est passible d'une peine privative de liberté de cinq ans au plus ou d'une peine sanction pécuniaire ».
Royaume-Uni
La loi de 2003 sur les délits sexuels permet aux citoyens et résidents britanniques qui commettent des délits sexuels contre des enfants à l'étranger d'être poursuivis en Angleterre (ainsi qu'au Pays de Galles et en Irlande du Nord). Des dispositions similaires sont en vigueur en Écosse en vertu du Criminal Law (Consolidation) (Scotland) Act 1995. Certaines des infractions sont passibles de peines pouvant aller jusqu'à la réclusion à perpétuité et toute personne reconnue coupable sera inscrite au registre des délinquants sexuels. En 2013, deux citoyens britanniques sont en prison à la suite de procès fondés sur cette législation : Barry McCloud et David Graham.
États-Unis
En vertu de la loi PROTECT d'avril 2003, c'est un crime fédéral, passible de poursuites aux États-Unis, pour un citoyen américain ou un étranger résident permanent, de se livrer à un comportement sexuel illicite dans un pays étranger avec une personne de moins de 18 ans, que le citoyen américain ou l'étranger résident permanent légal ait eu ou non l'intention de se livrer à un tel comportement sexuel illicite avant de partir à l'étranger. Avant l'adoption par le Congrès de la loi Protect Act de 2003, les procureurs devaient prouver que les touristes sexuels se rendaient à l'étranger dans l'intention d'agresser des enfants, ce qui est presque impossible à démontrer. Le Protect Act a allégé la charge de la preuve, rendant les prédateurs responsables de l'acte lui-même. Les peines ont été doublées, passant de 15 ans de prison à 30 ans de prison.
Les enquêtes sur la sécurité intérieure des États-Unis (United States Immigration and Customs Enforcement) participent à la recherche et à la capture de touristes sexuels pédophiles. En 2003, cet organe d'enquête du département de la Sécurité intérieure a lancé l'« Opération Prédateur », qui a conduit à l'arrestation de plus de 11 000 agresseurs sexuels d'enfants, dont plus de 1 100 en dehors des États-Unis grâce à l'utilisation d'agents infiltrés, et d'opérations d'infiltration sur Internet. Les agents de l'ICE à Bangkok ont déclaré qu'ils recevaient souvent des informations d'ONG locales sur des étrangers en Thaïlande qu'ils soupçonnaient de se livrer à des abus sexuels sur des enfants. Parfois, les forces de l'ordre basées aux États-Unis, les informent des délinquants sexuels connus qui se rendent dans la région. Dans les deux cas, les agents locaux de l'ICE travaillent avec leurs homologues de la police royale thaïlandaise pour surveiller les déplacements des suspects en Thaïlande. La police britannique et le Centre de protection en ligne et contre l'exploitation des enfants (CEOP) sont activement impliqués dans la surveillance des touristes pédophiles et engagent des poursuites. INTERPOL poursuit également activement les contrevenants.
Canada
Le Canada a inclus dans son Code criminel des dispositions qui permettent l'arrestation et la poursuite de Canadiens au Canada pour des infractions commises dans des pays étrangers liées au tourisme sexuel impliquant des enfants (projets de loi C-27 et C-15A entrés en vigueur le 26 mai 1997 et le 23 juillet 2002, respectivement). Les condamnations sont passibles d'une peine pouvant aller jusqu'à 14 ans d'emprisonnement.
Russie
La loi fédérale n° 380-FZ du 28 décembre 2013 a modifié le Code pénal de Russie en ajoutant également des lois concernant le recours aux services sexuels d'un mineur. passible de 240 heures de travail obligatoire ou de restriction de liberté pour jusqu'à 2 ans, ou travail forcé jusqu'à 4 ans, ou privation de liberté pendant la même période.
L'article 240.3 (modifié par la loi fédérale n° 14-FZ du 29 février 2012 ) énonce une « peine privative de liberté de trois à dix ans».
Japon
La loi de 1999 rend possible les poursuites extratorritoriales d'actes pédophiles.
Hong Kong
À Hong Kong, l'Ordonnance sur la prévention de la pornographie impliquant des enfants (Cap. 579) de décembre 2003 a introduit des infractions relatives au tourisme sexuel impliquant des enfants, donnant un effet extraterritorial à 24 infractions sexuelles.
Singapour
Le Code pénal de Singapour, Section 376C (Rapports sexuels commerciaux avec un mineur de moins de 18 ans en dehors de Singapour) dispose : « (1) Toute personne, citoyenne ou résidente permanente de Singapour, qui commet, en dehors de Singapour, un acte qui, s'il était commis à Singapour, constituerait une infraction en vertu de l'article 376B, est coupable d'une infraction ».
Corée du Sud
En vertu de la loi sur la protection des enfants et des mineurs contre les abus sexuels, l'article 33 (Punition des citoyens coréens qui commettent des infractions à l'étranger) dispose : conformément à l'article 3 de la loi pénale, l'État s'efforce d'obtenir rapidement des informations pénales du pays étranger concerné et punit l'auteur de l'infraction ».
Israël
Selon le Code Pénal Israélien, « Une personne qui a recours à un acte de prostitution d'un mineur, est passible de trois ans d'emprisonnement,
Depuis février 2016, l'article 203C est en cours d'amendement pour augmenter la peine d'emprisonnement de trois à cinq ans,.

### Lois s'appliquant au territoire national
Asie
- Thaïlande : Les organisations gouvernementales et non gouvernementales ont travaillé ensemble pour fermer les maisons closes. Elles ont également œuvré à sensibiliser le public au tourisme sexuel impliquant des enfants et ont tenté de l'arrêter[50]. En 2008, on compte 270 000 dossiers de femmes et enfants qui sollicitent un traitement médical pour des blessures liées à des abus sexuels[51].
- Corée du Sud : Les hommes sud-coréens sont identifiés depuis les années 2010 comme les principaux moteurs du tourisme sexuel impliquant des enfants en Asie. Selon le rapport sur la traite des personnes de 2019, ils se livrent au tourisme sexuel impliquant des enfants au Cambodge, en Chine, en Mongolie, aux Philippines et au Vietnam[52]. Une étude de l'Institut coréen de criminologie publiée en janvier 2013 montre que les hommes sud-coréens sont le principal marché du tourisme sexuel impliquant des enfants en Asie du Sud-Est. "Parmi les étrangers visitant l'Asie du Sud-Est, les Sud-Coréens sont le groupe majoritaire à l'origine de la demande de prostitution des enfants dans la région."[53]. Bien que la Corée du Sud ait mis en place une législation pour poursuivre les ressortissants coréens qui sont des agresseurs sexuels d'enfants à l'étranger, un rapport de 2014 indique que « le gouvernement n'a poursuivi ni condamné aucun touriste sexuel coréen au cours des sept dernières années »[54].
- Cambodge : La loi cambodgienne de 1996 sur la répression de l'enlèvement, de la traite et de l'exploitation des êtres humains contient une législation spécifique relative àl'exploitation sexuelle des enfants à des fins commerciales[55]. Bien que la loi se concentre principalement sur la traite, elle aborde aussi le problème de la prostitution.
- Chine : les mesures prises contre le tourisme sexuel impliquant des enfants sont considérées comme insuffisantes dans le rapport de 2010 sur la traite des êtres humains[50]
- Indonésie : En vertu du code pénal indonésien, tout citoyen indonésien peut être puni pour avoir enfreint la loi sur la protection de l'enfance ou le code pénal, que ce soit à l'intérieur ou à l'extérieur de l'Indonésie[55]. La Child Protect Act 28 est une loi générale visant à protéger les droits des enfants[55]. Quelques articles prévoient des lois spécifiques aux mauvais traitements sexuels à l'encontre des enfants. Une loi dispose qu'il est illégal d'utiliser un enfant pour un gain monétaire personnel ou commercial ; en cas d'infraction, la peine peut aller jusqu'à dix ans de prison[55].
- Laos : l'article 131 de la loi pénale laotienne dispose : "La traite des êtres humains désigne le recrutement, le déplacement, le transfert, l'hébergement ou l'accueil de toute personne à l'intérieur ou à l'extérieur des frontières nationales au moyen de la tromperie, de menaces, de l'usage de la force, de la servitude pour dettes ou de tout autre moyen [et l'utilisation de cette personne dans] le travail forcé, la prostitution, la pornographie ou tout ce qui est contraire aux belles traditions de la nation, ou le prélèvement de divers organes du corps [de cette personne], ou à d'autres fins illégales. N'importe lequel des actes susmentionnés commis contre des enfants de moins de 18 ans sera considéré comme de la traite des êtres humains même s'il n'y a pas de tromperie, de menace, d'usage de la force ou de servitude pour dettes. Toute personne se livrant à la traite des êtres humains sera punie de cinq ans à quinze ans d'emprisonnement et d'une amende de 10 000 000 Kip à 100 000 000 Kip"[56]. L'article 24 de la loi lao sur le développement et la protection des femmes dispose : « Si ces actes sont commis contre des enfants de moins de 18 ans, alors même s'il n'y a pas de tromperie, de menace, de force ou de servitude pour dettes, la traite sera considérée comme ayant eu lieu. Tout individu qui coopère avec le contrevenant [qui commet] une infraction mentionnée ci-dessus, que ce soit par incitation, fourniture de biens ou de véhicules au contrevenant, mise à disposition d'un abri, ou dissimulation ou suppression de traces d'une infraction, doit être considéré comme complice de la traite des femmes et des enfants"[56].
- Mongolie : Le gouvernement mongol a mis en place des lois concernant la prostitution des enfants. Non seulement la prostitution des enfants est illégale, mais les relations sexuelles avec une personne de moins de 16 ans le sont également. Le non-respect de cette loi peut entraîner trois ans de prison ou dix-huit mois de travaux d'intérêt général.
- Philippines : Le tourisme sexuel impliquant des enfants est identifié comme un problème grave aux Philippines (en 2010)[51].

Amérique du Nord
- République dominicaine : Le Code pour la protection des droits des enfants et des adolescents, la loi 136-03, définissent le crime consistant à exploiter sexuellement des enfants et des adolescents contre rémunération[55].
- Barbade, Cuba : les mesures prises pour lutter contre l'exploitation sexuelle des enfants dans le cadre des voyages sont considérées comme insuffisantes[57].
- Salvador : Le gouvernement d'El Salvador a accompli des efforts d'application de la loi contre la traite et a fourni des services aux enfants victimes de la traite à des fins d'exploitation sexuelle. Il a établi des partenariats avec des ONG, des organisations internationales et des gouvernements étrangers pour lutter lutte contre la traite[58]. De nombreux enfants salvadoriens sont abusés par des promesses d'emploi, enlevés et envoyés dans des pays d'Amérique du Nord par des étrangers du Mexique ou des pays voisins.

Amérique du Sud
- Brésil : Une loi brésilienne introduite en 2000 dispose : « soumettre un enfant ou un adolescent, à la prostitution ou l'exploitation sexuelle est passible d'un emprisonnement de quatre à dix ans et d'une amende »[55]. Le Brésil est de plus en plus atteint par l'exploitation sexuelle des enfants dans le cadre des voyages et tourisme[59], qui se dissimule derrière la façade de la pêche sportive en Amazonie brésilienne ; des agences de voyages organisent des expéditions de pêche dans la région amazonienne qui sont en réalité des tournées sexuelles pour des pédophiles américains et européens[60],[61],[62],[63],[64],[65],[66].
- Colombie : L'article 219 du code pénal colombien interdit « d'organiser ou de faciliter le tourisme sexuel et prévoit pour les infracteurs des peines de 3 à 8 ans d'emprisonnement »[50]. Ces dernières années, la Colombie a renforcé la législation relative au contrôle de la traite des enfants.
- Uruguay : Le gouvernement a accompli des efforts pour sensibiliser les travailleurs de l'hôtellerie et d'autres acteurs du secteur du tourisme à l'exploitation sexuelle commerciale des enfants. Le système éducatif de l'Uruguay inclut une éducation sur la traite dans les écoles secondaires[50].

## Études sur cette forme d'exploitation sexuelle
Il convient de prendre avec précaution les données chiffrées concernant le tourisme sexuel impliquant des enfants. Les études scientifiques sur ce thème sont peu nombreuses. Il s'agit d'un crime, commis dans la clandestinité, par conséquent, les statistiques qui le mesurent sont approximatives ; «ce que nous ne voyons pas, nous ne le connaissons pas» («what we do not see, we do not know») écrit à ce sujet la spécialiste en criminologie Anneke Koning. De même, le sociologue Sébastien Roux met en garde contre «la scientificité apparente du chiffre», alors que la quantification exacte dans ce domaine est impossible.
Sont particulièrement sujets à caution les rapports périodiques des ONG, fondés sur des protocoles scientifiques peu clairs, et dont la rigueur est très variable. Les informations publiées sont, du fait de leur rareté, reprises un très grand nombre de fois, sans que la source initiale soit identifiable. Il arrive ainsi «qu'une affirmation ou un « fait » d'un rapport – sur les caractéristiques des délinquants pédophiles transnationaux, par exemple – se révèle basé sur un autre rapport, qui à son tour fait référence à un autre document qui n'est pas (ou plus) disponible et/ou de qualité médiocre (comme un article de journal qui ne donne pas ses sources)».